# الوفير للطيران
الوفير للطيران (بالإنجليزية: Al Wafeer Air)‏ شركة طيران عارض سعودية سابقة، تأسست في عام 2009، كان مقرها في مدينة جدة، المملكة العربية السعودية. بدأت عملياتها في العام نفسه بعد منح شهادة التشغيل الجوي من الهيئة العامة للطيران المدني (GACA) (AOC).
لتقديم رحلات الحج والعمرة العارضة. تأسست من قبل عدنان الدباغ، نائب الرئيس التنفيذي السابق للعمليات في الخطوط السعودية. انتهت وتوقفت عمليات الوفير في عام 2011.

## التنفيذيين
عدنان الدباغ (الرئيس التنفيذي)، صالح عبد بخاري، (مدير التسويق)، محمد بجابا، (نائب رئيس الخدمات)

## الملكية
الخطوط الجوية العربية السعودية (40٪) ,مجموعة بن لادن، ومجموعة الناغي، مجموعة الطيار للسفر (والمساهمين12.75٪)وتم توقف جميع رحلاتها بسبب الخطوط الجوية العربية السعودية رفعت عليها قضيا وأصدر وزير الطيران المدني السعودي قرار بتوقيف جميع رحلات للطيران.

## الأسطول
3 طائرات من طراز بوينغ 747-4H6 (تسجيل HZ-AWA1، HZ-AWA2 وHZ-AWA3)، بحكم أنظمة طائرات الخطوط الجوية الماليزية .

## الوجهات
تعمل للطيران الرحلات الجوية بالنيابة عن الخطوط الجوية العربية السعودية و إلى الوجهات التالية: الجزائر، النيجر، السنغال، تركيا وغانا، ومالي، وكازاخستان، السودان،ليبيا،إندونيسيا، باكستان، بنغلاديش وماليزيا وإيران وسوريا، والأردن، وعبده، مع القدرة المحتملة لنقل الحجاج 250000 حاج سنويا.

## وصلات خارجية
- الموقع الإلكتروني